# علي كرمي العليا (تشنار)
علي كرمي العليا (بالفارسية: علی کرمی علیا) هي قرية تقع في إيران في قسم تشنار الريفي. يقدر عدد سكانها بـ 14 نسمة بحسب إحصاء 2016.